# Маккин, Демси
Демси Маккин (англ. Demsey McKean; род. 25 сентября 1990, Ипсуич, Квинсленд, Австралия) — австралийский боксёр-профессионал и бывший боец смешанных единоборств, выступающий в тяжёлой весовой категории. Среди профессионалов бывший чемпион по версиям IBF Inter-Continental (2020—2022) и WBO Africa (2019), бывший чемпион по версии WBO Asia Pacific (2020—2021) в тяжёлом весе.
Лучшая позиция по рейтингу BoxRec — 31-я (ноябрь 2021) и является 1-м среди австралийских боксёров тяжёлой весовой категории, а по рейтингам основных международных боксёрских организаций занимал: 11-ю строчку рейтинга IBF, 11-ю строку рейтинга WBO и 36-ю строку рейтинга WBC, — входя в ТОП-35 лучших тяжеловесов всего мира.

## Карьера в смешанных единоборствах
В 2010—2014 годах выступал в смешанных единоборствах. Провёл 4 поединка, три из которых выиграл, но один поединок проиграл Семиру Челиковичу удушающим приёмом сзади.

## Профессиональная боксёрская карьера
31 октября 2014 года начал профессиональную боксёрскую карьеру, победив единогласным решением судей австралийского боксёра Люка Барклая.
21 сентября 2019 года победил техническим нокаутом в 6-м раунде нигерийца Патрика Энеаня, и завоевал вакантные титул чемпиона Африки по версии WBO Africa в тяжёлом весе.
7 марта 2020 года победил техническим нокаутом в 10-м раунде американского гейткипера Джонатана Райса и завоевал вакантные титулы чемпиона по версиям IBF Inter-Continental и WBO Asia Pacific в тяжёлом весе.

##### Бой с Филипом Хрговичем
12 августа в Лондоне (Англия) в рамках шоу Энтони Джошуа vs Роберт Хелениус, встретился с самым серьезным соперником в своей карьере обязательным претендентом по линии IBF хорватом Филипом Хрговичем. Поединок был вязкий и не очень смотрибельный. Было много фолов. Прежде всего ударов по затылку, но в целом лучше выглядел Хргович. Казалось, что хорват победит решением судей, однако он в последнем раунде нокаутировал Маккина.

#### Бой с Мозесом Итаумой
21 декабря 2024 года был нокатирован в 1 раунде 19-летним проспектом Мозесом Итаумой в Эр-Рияде (Саудовская Аравия) в андеркарде реванша Александра Усика vs Тайсона Фьюри. Итаума отправил двухметрового Маккина в нокдаун оверхэндом, а затем и в нокаут точным прямым слева.
Вернулся на ринг после поражения 25 июля 2025 года в Саутпорте (Австралия) встретившись с фиджийцем Петеро Кикой (6-2). МакКин победил в первом раунде нокаутом после ударов по корпусу.

## Статистика профессиональных боёв
В таблице перечислены результаты всех поединков боксёров.
В каждой строке указан результат поединка. Дополнительно номер поединка обозначен цветом, который обозначает итог поединка. Расшифровка обозначений и цветов представлена в нижеследующей таблице.
| Пример | Расшифровка                     |
| ------ | ------------------------------- |
|        | Победа                          |
|        | Ничья                           |
|        | Поражение                       |
|        | Планируемый поединок            |
|        | Поединок признан несостоявшимся |
| КО     | Нокаут                          |
| ТКО    | Технический нокаут              |
| PTS    | Решение судей (по очкам)        |
| UD     | Единогласное решение судей      |
| MD     | Решение большинства судей       |
| SD     | Раздельное решение судей        |
| RTD    | Отказ от продолжения боя        |
| DQ     | Дисквалификация                 |
| NC     | Поединок признан несостоявшимся |

| 25 поединков, 23 победы (15 нокаутом), 2 поражение. | 25 поединков, 23 победы (15 нокаутом), 2 поражение. | 25 поединков, 23 победы (15 нокаутом), 2 поражение. | 25 поединков, 23 победы (15 нокаутом), 2 поражение. | 25 поединков, 23 победы (15 нокаутом), 2 поражение.                            | 25 поединков, 23 победы (15 нокаутом), 2 поражение. | 25 поединков, 23 победы (15 нокаутом), 2 поражение.                                                    |
| Бой                                                 | Рекорд                                              | Дата боя                                            | Соперник                                            | Место проведения боя                                                           | Результат                                           | Дополнительно                                                                                          |
| --------------------------------------------------- | --------------------------------------------------- | --------------------------------------------------- | --------------------------------------------------- | ------------------------------------------------------------------------------ | --------------------------------------------------- | --- |
| 24                                                  | 22-2                                                | 21 декабря 2024                                     | Мозес Итаума (10-0)                                 | Kingdom Arena, Эр-Рияд, Саудовская Аравия                                      | TKO 1 (10), 1:57                                    | Бой за титул WBO Inter-Continental в тяжёлом весе (2-я защита Итаумы).                                 |
| 23                                                  | 22-1                                                | 12 августа 2023                                     | Филип Хргович (15-0)                                | O2 Арена, Лондон, Великобритания                                               | TKO 12 (12), 1:01                                   | |
| 22                                                  | 22-0                                                | 15 октября 2022                                     | Патрик Корте (18-1-1)                               | South Bank Piazza, Южный Брисбен, Квинсленд, Австралия                         | KO 3 (10), 2:59                                     | Завоевал вакантные титулы чемпиона по версии IBF Inter-Continental в тяжёлом весе.                     |
| 21                                                  | 21-0                                                | 27 февраля 2022                                     | Ариэль Эстебан Бракамонте (11-6)                    | O2 Арена, Гринвич, Лондон, Великобритания                                      | PTS 8                                               | Счёт: 80-72.                                                                                           |
| 20                                                  | 20-0                                                | 19 ноября 2021                                      | Дон Хейнсуорт (16-7-1)                              | SNHU Arena, Манчестер, Нью-Гэмпшир, США                                        | TKO 6 (8), 0:27                                     | |
| 19                                                  | 19-0                                                | 15 мая 2021                                         | Кики Тоа Лейтеле (7-0-2)                            | Mansfield Tavern, Мэнсфилд, Брисбен, Квинсленд, Австралия                      | UD 10                                               | Счёт: 97-93, 98-92 (дважды).                                                                           |
| 18                                                  | 18-0                                                | 7 марта 2020                                        | Джонатан Райс (13-4-1)                              | The Star, Голд-Кост, Квинсленд, Австралия                                      | TKO 10 (10), 2:58                                   | Завоевал вакантные титулы чемпиона по версиям IBF Inter-Continental и WBO Asia Pacific в тяжёлом весе. |
| 17                                                  | 17-0                                                | 8 ноября 2019                                       | Скотт Белшоу (10-7)                                 | Eatons Hill Hotel, Итонс Хилл, Квинсленд, Австралия                            | KO 3 (5), 2:52                                      | |
| 16                                                  | 16-0                                                | 21 сентября 2019                                    | Патрик Энеаня (10-1)                                | Southport Sharks AFL Club, Саутпорт, Квинсленд, Австралия                      | TKO 6 (10), 0:59                                    | Завоевал вакантные титул чемпиона Африки по версии WBO Africa в тяжёлом весе.                          |
| 15                                                  | 15-0                                                | 8 июня 2019                                         | Доминик Мусил (3-2)                                 | The Star Gold Coast, Бродбич, Квинсленд, Австралия                             | KO 2 (8), 2:19                                      | |
| 14                                                  | 14-0                                                | 16 марта 2019                                       | Марсело Луис Насименто (18-18)                      | Southport Sharks AFL Club, Саутпорт, Квинсленд, Австралия                      | TKO 2 (8), 1:28                                     | |
| 13                                                  | 13-0                                                | 8 декабря 2018                                      | Роджер Айзонрайти (12-7-1)                          | Southport Sharks AFL Club, Саутпорт, Квинсленд, Австралия                      | TKO 4 (10)                                          | Защитил титул чемпиона Австралии по версии ANBF (2-я защита Маккина) в тяжёлом весе.                   |
| 12                                                  | 12-0                                                | 13 октября 2018                                     | Виктор Оганов (32-5)                                | Brisbane Convention and Exhibition Centre, Южный Брисбен, Квинсленд, Австралия | TKO 6 (8), 1:34                                     | |
| 11                                                  | 11-0                                                | 6 октября 2017                                      | Вилли Насио (10-2)                                  | The Melbourne Pavilion, Флемингтон, Виктория, Австралия                        | TKO 6 (10), 0:51                                    | Защитил титул чемпиона Австралии по версии ANBF (1-я защита Маккина) в тяжёлом весе.                   |
| Бой                                                 | Рекорд                                              | Дата боя                                            | Соперник                                            | Место проведения боя                                                           | Результат                                           | Дополнительно                                                                                          |

## Спортивные достижения

### Профессиональные региональные титулы бокса
- 2016.  Чемпион Австралийского штата Квинсленд в супертяжелом весе[7].
- 2016.  Победитель турнира Кубок Фрэнка Бьянко в супертяжелом весе.
- 2017.  Временный чемпион Австралии в супертяжелом весе по версии Australian National Boxing Federation[англ.][8]
- 2017—2019.  Чемпион Австралии в супертяжелом весе по версии Australian National Boxing Federation[англ.][9].
- 2020—2021.  Чемпион по версии WBO Asia Pacific.
- 2019.  Чемпион Африки по версии WBO Africa.
- 2020—2022.  Чемпион по версии IBF Inter-Continental.